# Rafael Fiziev
Rafael Fiziev (ruso: Рафаэль Физиев; Korday, Kazajistán, 5 de marzo de 1993) es un artista marcial mixto azerí que compite en la división de peso ligero de Ultimate Fighting Championship. Desde el 22 de julio de 2025 está en la posición #10 del ranking de peso ligero de UFC.

## Primeros años
Nació de un padre de ascendencia azerí y una madre rusa.

## Carrera de artes marciales mixtas

### Inicios
Cuando era un niño, su padre les compró a él y a sus primos unos guantes de boxeo y les dijo que hicieran sparring. Al recibir una paliza de sus primos, no disfrutó de los combates y pronto los abandonó. No fue hasta que cambió de escuela en su adolescencia cuando empezó a practicar Muay Thai debido al acoso que sufría.
Aunque se concentró en el Muay Thai, también practicó otros deportes de combate, como el sambo de combate, el boxeo, el jiu jitsu y la lucha libre.
Al pasar del boxeo tailandés a las MMA, afirmó que lo más difícil fue aprender a luchar, pero que también tuvo que adaptarse a los golpes y a la posición de pie.
Hizo su debut profesional en las MMA en 2015. Luchó en promociones regionales asiáticas como ROAD FC y la promoción estadounidense Titan FC antes de firmar con Ultimate Fighting Championship.

### Ultimate Fighting Championship

#### 2019
Fiziev debutó en la UFC contra Magomed Mustafaev el 20 de abril de 2019 en UFC Fight Night: Overeem vs. Oleinik. Perdió el combate por TKO en el primer asalto.
Se enfrentó a Alex White el 26 de octubre de 2019, en UFC Fight Night: Maia vs. Askren. Ganó el combate por decisión unánime.

#### 2020
Fiziev enfrentó a Marc Diakiese el 19 de julio de 2020 en UFC Fight Night: Figueiredo vs. Benavidez 2. Ganó el combate por decisión unánime. Este combate le valió el premio a la Pelea de la Noche.
El 5 de agosto de 2020 anunció en sus redes sociales que había firmado un nuevo contrato de cuatro combates con la UFC.
Se esperaba que Fiziev enfrentara a Renato Moicano el 28 de noviembre de 2020 en UFC on ESPN: Smith vs. Clark. Sin embargo, Moicano se retiró el 28 de noviembre tras dar positivo por COVID-19 y el combate se reprogramó para UFC 256. Ganó el combate por TKO en el primer asalto. Esta victoria le valió el premio a la Actuación de la Noche.

#### 2021
Fiziev enfrentó a Bobby Green el 7 de agosto de 2021 en UFC 265. Ganó el combate por decisión unánime. Este combate le valió el premio a la Pelea de la Noche.
Fiziev enfrentó a Brad Riddell el 4 de diciembre de 2021 en UFC on ESPN: Font vs. Aldo. Ganó el combate por KO en el tercer asalto. Este combate le valió el premio a la Pelea de la Noche.

#### 2022
Fiziev estaba programado para enfrentar a Rafael dos Anjos el 19 de febrero de 2022 en UFC Fight Night: Walker vs. Hill. Sin embargo, el combate fue pospuesto para UFC 272 debido a problemas de visa con Fiziev. Una semana antes del evento, se vio de nuevo obligado a retirarse debido a que dio positivo por COVID-19 y fue sustituido por Renato Moicano. El combate fue reprogramado por tercera vez para el 9 de julio de 2022 en UFC on ESPN: dos Anjos vs. Fiziev. Ganó el combate por KO en el quinto asalto. Esta victoria le valió el premio a la Actuación de la Noche.

#### 2023
Fiziev enfrentó al ex-Campeón de Peso Interino de Peso Ligero de UFC Justin Gaethje el 18 de marzo de 2023, en UFC 286. Perdió la pelea por una cerrada decisión mayoritaria. Esta pelea lo hizo merecedor de su tercer premio de Fight of the Night.
Fiziev enfrentó al ex-Campeón de Peso Pluma y Peso Ligero de KSW Mateusz Gamrot el 23 de septiembre de 2023, en UFC Fight Night 228. Perdió la pelea por una lesión en el segundo asalto.

#### 2025
Se reportó que Fiziev enfrentaría a Mateusz Gamrot en una revancha el 1 de febrero de 2025, en UFC Fight Night 250. Sin embargo, la pelea nunca fue oficialmente programada para el evento.
Reemplazando a un lesionado Dan Hooker, Fiziev se enfrentó a Justin Gaethje en una revancha el 8 de marzo de 2025, en UFC 313. Perdió el combate por decisión unánime. Ganó el bono de Pelea de la Noche por su actuación.
Fiziev se enfrentó a Ignacio Bahamondes el 21 de junio de 2025 en UFC on ABC: Hill vs. Rountree Jr. Ganó el combate por decisión unánime.

## Vida personal
Fuera de la lucha, le gusta la herrería, con énfasis en las armas de acero frío.
En 2021, reveló que ya no representaría a su país natal, Kirguistán, durante sus combates en la UFC, debido a la discriminación religiosa de los musulmanes chiíes en el país. También declaró que planeaba marcharse de Kirguistán. Ahora representa al país natal de su padre, Azerbaiyán.

## Campeonatos y logros

### Artes marciales mixtas
- Ultimate Fighting Championship
  - Pelea de la Noche (dos veces) vs. Marc Diakiese y Bobby Green[14][22]
  - Actuación de la Noche (tres veces) vs. Renato Moicano, Brad Riddell y Rafael dos Anjos[19][25][32]

### Muay Thai
- 3 veces campeón de Muay Thai en Kirguistán (2007, 2008 y 2009)

- International Federation of Muaythai Associations
  - Campeonatos del Mundo IFMA Junior 2009 
  - Campeón Nacional de Kazajistán 2011
  - Campeonatos del Mundo IFMA 2016 (clase B) -71kg Bronce[46]

- World Muaythai Federation
  - Campeón Intercontinental de WMF 2010 -63.5kg[47]

## Récord en artes marciales mixtas
| Récord profesional | Récord profesional | Récord profesional |
| 17 peleas          | 13 victorias       | 4 derrotas         |
| ------------------ | ------------------ | ------------------ |
| Nocaut             | 8                  | 2                  |
| Sumisión           | 1                  | 0                  |
| Decisión           | 4                  | 2                  |

| Resultado | Récord | Oponente                  | Método                                  | Evento                                      | Fecha                    | Ronda | Tiempo | Localización              | Notas                            |
| --------- | ------ | ------------------------- | --------------------------------------- | ------------------------------------------- | ------------------------ | ----- | ------ | ------------------------- | -------------------------------- |
| Victoria  | 13-4   | Ignacio Bahamondes        | Decisión (unánime)                      | UFC on ABC: Hill vs. Rountree Jr.           | 21 de junio de 2025      | 3     | 5:00   | Bakú, Azerbaiyán          |                                  |
| Derrota   | 12–4   | Justin Gaethje            | Decisión (unánime)                      | UFC 313                                     | 8 de marzo de 2025       | 3     | 5:00   | Las Vegas, Nevada         | Pelea de la Noche                |
| Derrota   | 12–3   | Mateusz Gamrot            | TKO (lesión de rodilla)                 | UFC Fight Night: Fiziev vs. Gamrot          | 23 de septiembre de 2023 | 2     | 2:03   | Las Vegas, Estados Unidos |                                  |
| Derrota   | 12–2   | Justin Gaethje            | Decisión (mayoritaria)                  | UFC 286                                     | 18 de marzo de 2023      | 3     | 5:00   | Londres, Reino Unido      | Pelea de la Noche                |
| Victoria  | 12–1   | Rafael dos Anjos          | KO (golpes)                             | UFC on ESPN: dos Anjos vs. Fiziev           | 9 de julio de 2022       | 5     | 0:18   | Las Vegas, Nevada         | Actuación de la Noche.           |
| Victoria  | 11–1   | Brad Riddell              | KO (patada giratoria)                   | UFC on ESPN: Font vs. Aldo                  | 4 de diciembre de 2021   | 3     | 2:20   | Las Vegas, Nevada         | Actuación de la Noche.           |
| Victoria  | 10–1   | Bobby Green               | Decisión (unánime)                      | UFC 265                                     | 7 de agosto de 2021      | 3     | 5:00   | Houston, Texas            | Pelea de la Noche.               |
| Victoria  | 9–1    | Renato Moicano            | KO (golpes)                             | UFC 256                                     | 12 de diciembre de 2020  | 1     | 4:05   | Las Vegas, Nevada         | Actuación de la Noche.           |
| Victoria  | 8–1    | Marc Diakiese             | Decisión (unánime)                      | UFC Fight Night: Figueiredo vs. Benavidez 2 | 18 de julio de 2020      | 3     | 5:00   | Abu Dhabi                 | Pelea de la Noche.               |
| Victoria  | 7–1    | Alex White                | Decisión (unánime)                      | UFC Fight Night: Maia vs. Askren            | 26 de octubre de 2019    | 3     | 5:00   | Kallang                   |                                  |
| Derrota   | 6–1    | Magomed Mustafaev         | TKO (patada trasera giratoria y golpes) | UFC Fight Night: Overeem vs. Oleinik        | 20 de abril de 2019      | 1     | 1:26   | San Petersburgo           |                                  |
| Victoria  | 6-0    | Nurzhan Tutaev            | KO (patada al cuerpo)                   | Titan FC 51                                 | 21 de diciembre de 2018  | 2     | 0:51   | Alma Ata                  |                                  |
| Victoria  | 5–0    | Nandin-Erdene Munguntsooj | KO (patada en la cabeza y golpes)       | Road FC 45                                  | 23 de diciembre de 2017  | 1     | 0:58   | Seúl                      | Pelea en peso pactado (158 lbs). |
| Victoria  | 4–0    | Seung Yeon Kim            | TKO (rodillazos y golpes)               | Road FC 39                                  | 10 de junio de 2017      | 1     | 4:23   | Seúl                      |                                  |
| Victoria  | 3–0    | Suraj Bahadur             | TKO (golpes)                            | Primal FC: Dark Moon Rising                 | 24 de marzo de 2017      | 1     | 2:30   | Provincia de Phuket       | Pelea en peso pactado (159 lbs). |
| Victoria  | 2–0    | Gunduz Nabiev             | Sumisión (rear-naked choke)             | Boroda FC                                   | 10 de octubre de 2016    | 1     | 3:40   | Biskek                    |                                  |
| Victoria  | 1–0    | Sam Bastin                | KO (rodillazo volador)                  | W.I.N FC                                    | 18 de julio de 2015      | 1     | N/A    | Shenzhen                  | Debut en peso ligero.            |